# Голос неба (роман)

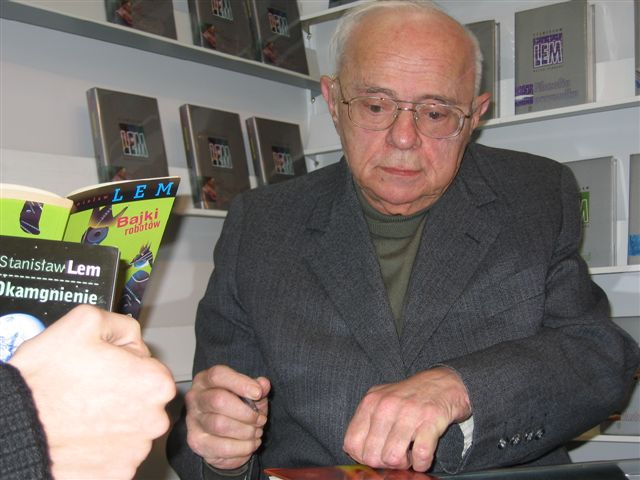
Станіслав Лем -автор роману

«Голос неба» або «Голос Господа» (оригінальна польська назва: Głos Pana) — науково-фантастичний роман, написаний польським письменником Станіславом Лемом.

## Історія створення
Вперше роман був опублікований у 1968 році. Це філософська історія про намагання вчених розшифрувати, перекласти та зрозуміти позаземну інформацію. Роман критично підходить до розуму та намірів людства у розшифровці та справжньому осмисленні послання з космосу.

## Сюжет
Роман написаний як розповідь від першої особи, спогади математика Пітера Хогарта, який бере участь у проекті, спрямованому на Пентагон (з кодовою назвою «Голос неба», або коротше HMV). Події відбуваються у Пустелі Невади, де вчені працюють над розшифровкою того, що здається повідомленням із космічного простору (зокрема, сигналу нейтрино із далекого сузір'я. Лем піддає читача дискусіям, що поєднують космологію та філософію. Ведуться наукові суперечки про гносеологію, теорію систем, теорію інформації та ймовірність, ідею еволюційної біології та можливі форми й мотивів позаземного інтелекту. У якийсь момент один із вчених (Раппапорт) навіть починає читати та обговорювати науково-фантастичні історії, і Лем використовує цю можливість, щоб критикувати науково-фантастичний жанр. Раппапорт незабаром стає знудженим і розчарованим одноманітними сюжетами та химерними історіямиї глянцевих журналів.
До приїзду Хогарта вчені змогли використати частину даних для синтезу речовини з незвичними властивостями. Було створено дві речовини:модифікації: в'язка рідина на прізвисько «Жаб'ячі яйця» і більш тверда, що виглядає як плита червоного м'яса під назвою «Володар мух» (названа за дивний збуджуючий вплив на комах, наближених до неї, а не для алегоричного значення імені). Існують деякі припущення, що сигнал може бути геномом, і що «Жаб'ячі яйця» та «Володар мух» можуть бути формою протоплазми від інопланетних істот, які, імовірно, відправили сигнал.

## Проблематика роману
Хогарт підозрює, що повідомлення може мати військове використання, і стикається з етичною дилемою щодо того, чи слід дотримуватися цього кута. «Жаб'ячі яйця», здається, дозволяють телепортувати атомний вибух зі швидкістю світла у віддалене місце. Хогарт і першовідкривач ефекту вирішили проводити подальші дослідження в таємниці, перш ніж повідомити військових. Врешті-решт вони дійшли висновку, що все-таки немає військового використання. Двоє вчених стикаються з остракізмом своїх колег, деякі з яких вважають їхню поведінку непатріотичною.
Вчені дотримуються теорії, згідно з якою сигнал нейтрино міг збільшити ймовірність розвитку життя на планеті. Вони змушені розглянути, чи надсилали чужі істоти сигнал саме з цієї причини. Зрештою, вони не знаходять певних відповідей. Існує багато припущень про природу того, що інопланетяни могли надіслати сигнал. Вони, мабуть, були технологічно вищими, але ніхто не може бути впевнений, були вони доброчесними чи злими.
Теорії, які висувають вчені роблять певний прогрес у розшифровці сигналу; однак, як зазначено на кількох перших сторінках мемуарів Хогарта, за всіх зусиль вчені отримують небагато нових, справжніх відкриттів. На момент завершення проекту вони вже не впевнені у тому, чи був сигнал повідомлення від розумних істот, яке людству не вдалося розшифрувати.

## Літературна критика
Дейв Ленгфорд заявив, що «Лем пропонує сніп космічних відповідей, деякі справді вражаючі — але читати це непросто».
Книгу можна розглядати на багатьох рівнях: як жанр соціальної наукової фантастики, що критикує прийняття військових та політичних рішень, як психолого-філософський нарис про обмеженість людського розуму, що стикається з невідомим; або як сатира на «людей науки» та їх мислення. Критика ідеї «чистої науки» є також критикою позитивістського підходу: Лем стверджує, що жоден вчений не може відірватися від тиску зовнішнього світу.
Інші романи Лема, що досліджують проблеми першого контакту, - це Едем, Соляріс, Непереможний та Фіаско. Однак «Голос неба» є однією з найбільш філософських книг Лема.

## Переклади
«Голос неба» перекладено з польської на чеську, англійську, фінську, французьку, грузинську, німецьку, угорську, італійську, японську, латвійську, португальську, румунську, російську, українську.